# Кейзер, Рохан
Рохан Кейзер (англ. Rohan Keizer) — футболист, бывший нападающий сборной Сент-Винсента и Гренадин.

## Карьера в сборной
В базе данных national-football-teams.com содержится упоминание только об одном матче Кейзера в составе сборной Сент-Винсента и Гренадин — 25 июля 1995 года он вышел на поле в матче финальной стадии Карибского кубка 1995 против сборной Каймановых островов, в котором отметился дублем. Также был включён в заявку на Золотой кубок КОНКАКАФ 1996, однако на самом турнире не сыграл.